# Norton Mandeville
Norton Mandeville – wieś w Anglii, w Esseksie. W 1961 wieś liczyła 187 mieszkańców. Norton Mandeville jest wspomniana w Domesday Book (1086) jako Nortuna.